# Puerto de Santiago
Puerto de Santiago är en ort i Spanien.   Den ligger i provinsen Provincia de Santa Cruz de Tenerife och regionen Kanarieöarna, i den sydvästra delen av landet, 1 800 km sydväst om huvudstaden Madrid. Puerto de Santiago ligger 2 meter över havet och antalet invånare är 600. Den ligger på ön Teneriffa.
Terrängen runt Puerto de Santiago är varierad. Havet är nära Puerto de Santiago åt sydväst. Runt Puerto de Santiago är det ganska tätbefolkat, med 185 invånare per kvadratkilometer. Närmaste större samhälle är Adeje, 17,1 km sydost om Puerto de Santiago. Omgivningarna runt Puerto de Santiago är i huvudsak ett öppet busklandskap.